# 蛇尾川ダム
蛇尾川ダム（さびがわダム）は、栃木県那須塩原市百村地先、那珂川水系箒川左支蛇尾川の小右支川である小蛇尾川に建設された発電専用ダムである。ダム管理者は、東京電力リニューアブルパワー。

## 沿革
東京電力株式会社による揚水発電所、塩原発電所（しおばらはつでんしょ）の下池として、上池の八汐ダムと共に1980年（昭和55年）より建設に着手され、1995年（平成7年）に完成した。塩原発電所は3台の揚水発電機を有し、認可出力は900,000 kW。
下池の蛇尾川ダムの型式は重力式コンクリートダムで高さは104.0 mと那珂川水系のダムの中では最も堤高が高い。上池で鍋有沢川に建設された八汐ダムは形式がアスファルトフェイシングフィルダムで高さが90.5 mである。この型式はダム上流部をアスファルトで舗装し遮水するタイプのダムで、那珂川本川の深山ダムや沼原ダムで採用されているが、同形式としては堤高が世界一の高さがある。
ダムは塩原温泉郷に近いが、塩原ダムの様な周辺整備はされておらず、一般人・一般車両は立入禁止となっており、見学することはできない。かつては、10名以上の団体で東京電力のPR館・テプコ塩原ランドに事前に申し込めば見学できたが、テプコ塩原ランドは、福島第一原子力発電所事故後の経費節減・広報活動縮小のため、2011年（平成23年）に閉鎖された。

## 超過取水事件
2007年（平成19年）1月24日、東京電力は放流量、ダム水位などに捏造や改竄があったと発表。同29日より、止水対策のため、発電を停止した。
5月15日、超過取水を長期に続けていたとして、国土交通省と経済産業省は、河川法第23条（流水の占用許可）の水利権を取り消す行政処分を行った。発電用ダムでの水利権取り消しは初めてで、これにより、当地での発電は不可能になった。
しかし、新潟県中越沖地震によって、柏崎刈羽原子力発電所の稼働が停止したため、7月26日、東京電力は緊急・暫定使用に係わる河川法第23条（流水の占用許可）の許可申請を行い、7月30日、同日から9月7日までの時限付きで、緊急・暫定的に発電が許可された。猛暑となった8月22日には、発電が行われた。
2007年（平成19年）8月23日付け朝日新聞朝刊によると、8月22日は関東地方で猛暑となり、東京電力は電力供給能力不足が窮迫する恐れがあり、最大出力30万kwの発電量で、13時12分から19時まで当発電所を稼動させた。
2008年（平成20年）7月28日に東京電力は、前年同様に電力確保策として、同日から9月12日まで緊急・暫定的な使用許可を国土交通省関東地方整備局より受領したと発表。
詳細な稼働状況については、八汐ダムも参照のこと。